# 루즈베 체쉬미
루즈베 체쉬미(페르시아어: روزبه چشمی, Rouzbeh Cheshmi, 1993년 7월 24일 ~ )은 이란의 축구 선수로, 포지션은 수비형 미드필더, 센터백이다. 현재 에스테글랄 소속이다.

## 수상
에스테글랄
- 하즈피 컵 : 2017–18

- 페르시안 걸프 프로리그: 2021–22
- 이란 슈퍼컵 : 2022
- CAFA 네이션스컵 : 2023

### 개인
- AFC 챔피언스리그 올스타 스쿼드: 2018[3]
- 2022년 월드컵 이란 vs 웨일스 경기 최우수 선수